# Villa Guardia
Villa Guardia (Vila Guardia in dialetto comasco, AFI: /vilaˈɡwardja/) è un comune italiano di 7 828 abitanti della provincia di Como in Lombardia.

## Storia
In un'ottica di una politica di riduzione dei costi amministrativi, il Regio Decreto n. 973 del 15 aprile 1928 eresse il Comune di Villa Guardia come risultato dell'accorpamento dei comuni di Maccio e di Civello. I due comuni, che nel corso del secolo XVIII, avevano a loro volta inglobato rispettivamente i Comuni di Brusata, Macciasca e Brugo, avevano già vissuto un'esperienza di accorpamento durante il Regno d'Italia napoleonico, unione che era stata tuttavia cancellata dalla Restaurazione.
All'atto di fusione si decise di battezzare la nuova comunità con il nome di Villa Guardia, che a quel tempo indicava una porzione sia di Maccio sia di Civello (chiamata, appunto, "La Guardia") che si sviluppava attorno alla strada di collegamento tra Como e Varese. La funzione baricentrica di "Villa Guardia" fu consolidata con la collocazione del municipio sulla salita che conduce all'antica località detta La Guardia, lungo la strada "Varesina", che tuttora separa Maccio (a nord) e Civello (a sud).
A fronte dell'unione amministrativa, rimasero distinte le parrocchie, attestate già alla fine del Quattrocento.

### Simboli
Lo stemma del Comune di Villa Guardia, concesso assieme al gonfalone con decreto del presidente della Repubblica del 18 aprile 2006, si blasona:
(D.P.R. 18 aprile 2006)
Le due torri merlate rappresentano i nuclei originari di Villa Guardia, Civello e Maccio, collegati tra loro da un ponte che ne simbolizza l'unione. La figura della guardia, è un'arma parlante ed evoca la località chiamata La Guardia, che ha ispirato la denominazione del nuovo comune; la sentinella tiene con la mano sinistra una chiave d'oro, metafora di autonomia, e con la destra un vessillo con la croce patriarcale, simbolo delle due parrocchie storiche. I colori del campo rievocano quelli presenti sullo stemma del capoluogo.
Il gonfalone è un drappo di azzurro.

## Monumenti e luoghi d'interesse

### Architetture religiose

#### Complesso di Santa Maria Assunta

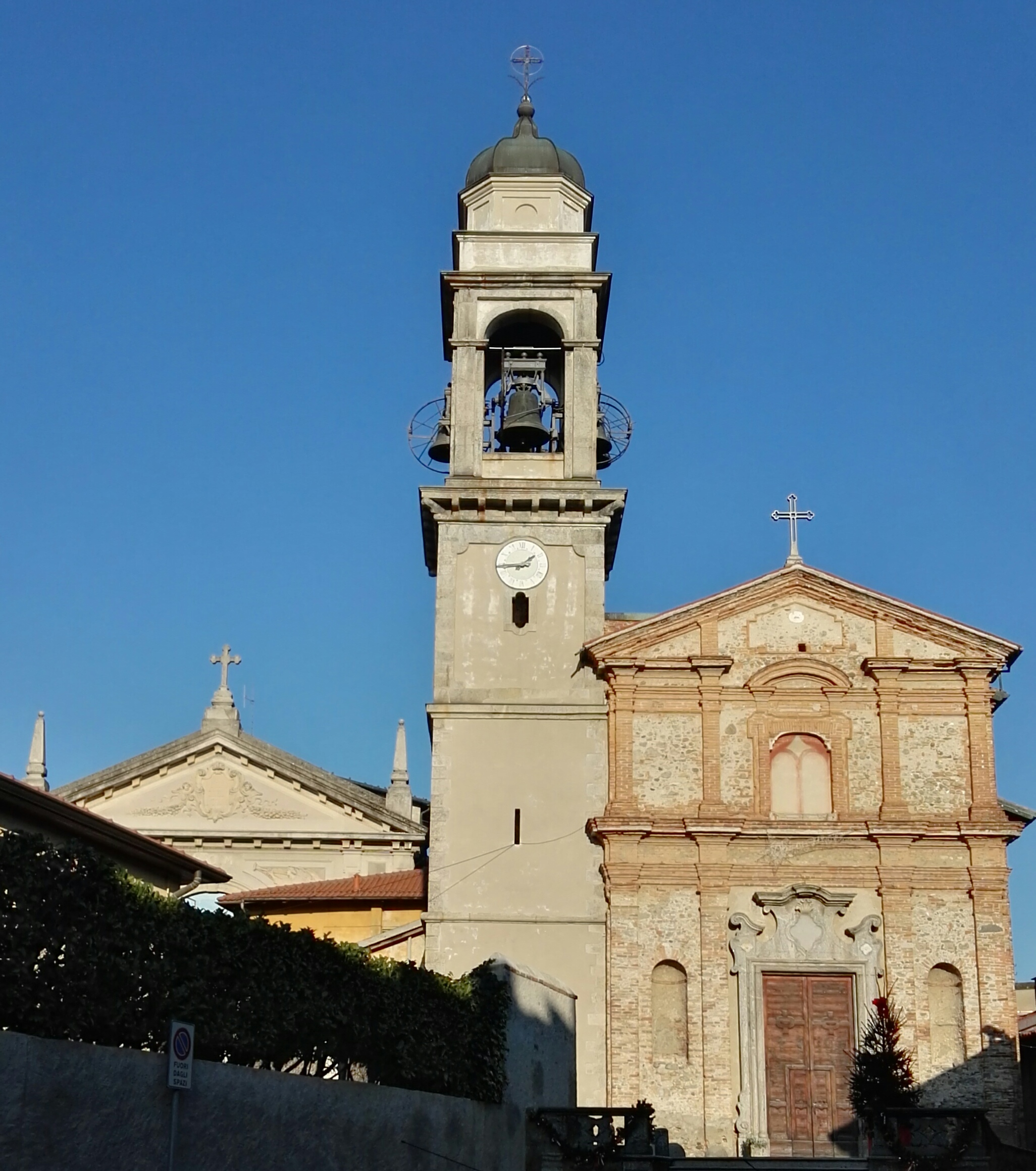
Il Santuario di Maccio (a sinistra) e la vecchia chiesa di Santa Maria Assunta (a destra)

La vecchia parrocchiale di Maccio, intitolata a Santa Maria Assunta (15 agosto), è anteriore al Quattrocento. Alla fine del XIII secolo la chiesa è infatti attestata tra le cappelle della Pieve di Fino. La vecchia chiesa adempì le funzioni di parrocchiale dal 1572 al 1893.
L'attuale parrocchiale, costruita alle spalle della prima, è un rifacimento del secolo XIX. Dal 2010, la chiesa nuova è un santuario della Diocesi di Como, ed è pertanto conosciuta come Santuario di Maccio.
Le celebrazioni patronali presso la parrocchia di Maccio vengono rimandate alla prima domenica di ottobre essendo il 15 agosto festività nazionale.

#### Chiesa dei Santi Cosma e Damiano

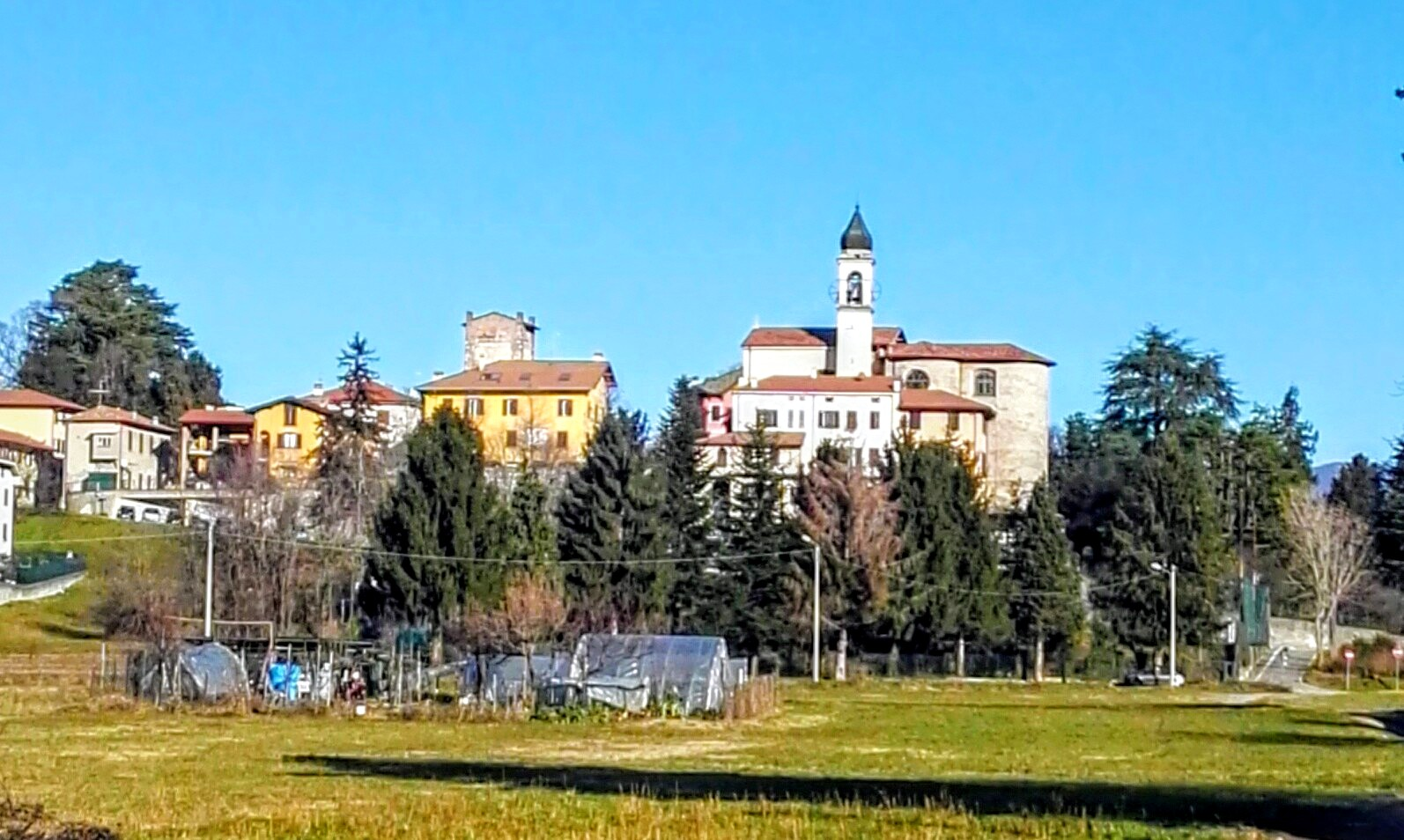
Chiesa di Civello e Torre Rusca

La parrocchiale di Civello è dedicata ai Santi Cosma e Damiano, intitolazione che fa risalire la prima costruzione all'epoca dei Longobardi. Probabilmente inserita all'interno del castello di Loterio Rusca, la chiesa è attestata tra le cappelle dipendenti dal capitolo della cattedrale di Como verso la fine del XII secolo. In seguito distrutta, fu ricostruita nel XVIII secolo e ulteriormente modificata nel XIX. All'interno vi sono custodite alcune tele: Vergine con Bambino e Santi e Cristo Giudice e Salvatore, collocate sui due lati opposti del presbiterio. Autori ne sono due maestri di primo piano nella pittura lombarda tra il Cinquecento e il Seicento: Camillo Procaccini e Giovanni Battista Crespi, detto "il Cerano". L'opera del Procaccini, databile al primo ventennio del Seicento, fu trasportata a Civello dalla chiesa di San Lorenzo in Como, soppressa assieme al relativo convento di benedettine nel 1784. Di notevole pregio è il portone della chiesa, forgiato in bronzo dallo scultore contemporaneo Severino Trinca.

#### Altre architetture religiose
- Oratorio di Santa Gaudenzia alla Macciasca,[20] riconsacrato nel 1836[21] ma già noto fin dal XVII secolo,[22][23] quando era conosciuto come oratorio dei Santi Domenico e Antonio da Padova[22][23]. L'edificio religioso conserva resti mortali attribuiti a Santa Gaudenzia, recuperati dalle catacombe di Santa Priscilla nel 1802[23] e trasferiti alla Macciasca nel 1834 da Giuseppe Sebregondi[24], come dono da parte di Gregorio XVI[24].
- Oratorio di San Francesco, riedificato nel 1805 all'interno dell'ala est di villa Mugiasca.[25]
- Un oratorio si trovava anche a San Vittore, località che deve il proprio nome proprio alla presenza di tale edificio.[26] Dotato di campanile a vela,[27] l'oratorio di San Vittore serviva principalmente ai residenti dell'attiguo complesso rurale, appartenuto al monastero di San Giuliano in Como fino alla secolarizzazione del 1797.[28] Attestato già nel XVI secolo,[28] l'oratorio di San Vittore venne ricostruito nel 1619[29] e ampliato nel 1847[30], anno in cui venne internamente affrescato da Onorato Andina[30]. Nonostante nel 1809 la prefettura napoleonica del Dipartimento del Lario avesse ufficialmente riconosciuto l'oratorio di San Vittore come edificio religioso di pubblica utilità,[31] le celebrazioni in esso officiate si fecero sempre più sporadiche,[32] fino a che nel 1884 la fabbriceria della parrocchia di Maccio decise di alienare lo stesso edificio religioso[33] per finanziare la costruzione dell'attuale Santuario[34].
- Al monastero di San Giuliano apparteneva anche l'oratorio di San Gerolamo,[35] già attestato nel XII secolo come cappella della rocca di Sordello[36]. Dopo essere sopravvissuto allo smantellamento della rocca,[37] l'oratorio servì come luogo di preghiera per una piccola comunità monastica,[35] insediatasi nelle vicinanze dello stesso edificio e ancora attestata nel 1622[35].  All'inizio del XVIII secolo l'oratorio di San Gerolamo perse la propria funzione religiosa[35]. Dell'oratorio sopravvive solamente la struttura di un'abside semicircolare,[36] incorporata nella struttura di un'abitazione privata[36].
- Alla famiglia Caminada da Brienno si deve invece la cappella della cascina Mazzée (XVIII secolo)[38].

### Architetture militari
Nel centro storico di Civello è possibile osservare Torre Rusca, appartenente a un castello eretto nel 1260 da Lotterio Rusca nell'ottica delle dispute territoriali tra i comuni di Como e di Milano e parzialmente distrutto dagli spagnoli nel 1527. Al 1427 risale invece lo smantellamento della fortificazione rurale di Sordello, avvenuto per mano dei milanesi. 

### Architetture civili e aree naturali

#### Villa Muggiasca Raimondi Greppi
La località Mosino ospita Villa Mugiasca (o Muggiasca), nel corso del tempo nota anche come Villa Raimondi e, successivamente, come Villa Greppi. 
Dotata di una pianta a "H", la villa è il frutto di una ristrutturazione in stile neoclassico del 1788, iniziata da Simone Cantoni sulla base di una precedente struttura risalente al XVII secolo. 
L'attuale edificio si trova nel luogo dove si trovava una dimora della famiglia Mugiasca (mercanti di ferro e drappi di lana), edificata a cavallo dei secoli XV e XVI su terreni acquistati dalla stessa famiglia nel 1427.
Della struttura seicentesca furono mantenute le ali affacciate sul cortile di nord-ovest, dotate di portici, oltre a parte dello scalone e di altri elementi interni. La ristrutturazione durò fino al 1804. Un ulteriore intervento avvenne nel 1813. 
Tra la villa e l'esedra con scalinata che un tempo introducevano la dimora passa la via Varesina. La facciata rivolta verso quest'ultima strada è sormontata da un frontone, e ospita una terrazza retta da due telamoni. Il lato rivolto verso l'attuale via Volturno ospita invece una facciata lineare, con lesene terminanti in una cornice attica. Sul retro della villa, un secondo cortile introduce un ampio parco.
Internamente, l'ala est della villa ospita una cappella a pianta circolare, dedicata ai santi Francesco, Benedetto e Alessandro. La cappella venne consacrata dal vescovo Carlo Rovelli il 27 ottobre 1805. 
Nel 1826 la villa venne rilevata da Giorgio Raimondi, già possessore dell'omonima villa di Fino Mornasco. Successivamente divenne proprietà dei Greppi, che nella stessa villa celebrarono tra l'altro il matrimonio tra Paola Greppi e Raffaele Cadorna.

#### Villa e parco Comunale
Nell'anno 1939, alla vigilia del secondo conflitto mondiale, l'industriale Giovanni Balestrini acquistò la proprietà Sacco Videmari (circa 30 000 m²), corrispondente all'attuale parco e villa comunale.
In origine essa comprendeva, oltre alla casa padronale, anche un fabbricato rustico a uso giardiniere (oggi adibita a Biblioteca), una torretta belvedere (oggi sede dell'Associazione Nazionale Carabinieri in congedo), un pittoresco lago artificiale (circa 600 m²) popolato da cigni e dotato di una barca per raggiungere l'isola posta al centro, un'elegante voliera antica riservata ai pavoni e, in una zona appartata, una serie di alveari con una casetta per le necessità dell'apicoltore.

Nel contempo vennero acquisite altre due proprietà confinanti, costituite dalla villa Dondena e dalla villa Stucchi con i relativi giardini, portando la superficie totale del complesso a circa 50 000 m².
Le ville, tutte di origine fine Ottocento, appaiono sapientemente inserite in un contesto botanico omogeneo, ricco di specie rare e pregiate.
Il giardino della villa comunale, in particolare, si presenta ancora oggi assai suggestivo: grazie alla pendenza del terreno, risulta distribuito su più livelli, secondo scorci e prospettive sempre diversi, dove spazi fioriti e prati verdeggianti si alternano a manufatti rocciosi nello stile di fine secolo e a macchie di conifere, castagni e altre essenze di insolita presenza nel territorio.
La ristrutturazione delle case e il loro arredamento con criteri di maggiore razionalità e aderenza ai tempi, così come il nuovo disegno dei viali interni, vennero affidati all'architetto Osvaldo Borsani. Alla villa comunale sono riservati gli interventi più incisivi con soluzioni architettoniche, impiego di materiali e creazione di arredi in linea con le tendenze tecnico-artistiche ispirate al momento. Alcuni dei mobili appositamente disegnati e realizzati dall'atelier Borsani sono oggi riprodotti nei testi specializzati di arredamento. Nell'area del parco comunale, al termine di tutti i lavori, trovarono posto, oltre agli insediamenti preesistenti già segnalati, anche una serra di epoca Liberty su tre padiglioni (quello centrale alto 8-10 metri) proveniente dalla Riviera Ligure, un campo da tennis e due da bocce completamente attrezzati, e infine un campo gioco per bambini con una casetta a loro dedicata.
Nel 1964 alla scomparsa di Giovanni Turconi la parte di proprietà relativa all'attuale parco e villa comunale passa in eredità alla figlia Piera Balestrini Longoni che nel novembre 1975 fu venduta al Comune di Villa Guardia (deliberazione del Consiglio comunale numero 49 in data 21 novembre 1975).

#### Villa Macciasca
La località Macciasca ospita villa Sebregondi, che nel XVII secolo apparteneva alla famiglia Turconi. 
Menzionata in una lettera giovanile di Antonio Fogazzaro a uno zio sacerdote datata 1855, durante la seconda guerra d'indipendenza fu dapprima occupata (il 26 maggio) e poi (a seguito della battaglia di San Fermo) saccheggiata da truppe austro-ungariche inviate sul posto da Karl von Urban. 

#### Altre ville
- Villa Balestrini a Civello[45].
- Villa Natta, nel centro di Maccio[46].

## Società

### Evoluzione demografica

#### Demografia pre-unitaria
- 1751: 610 abitanti a Maccio[47] e 290 a Civello[48]
- 1799: 750 abitanti a Maccio[6] e 608 a Civello[49]
- 1805: 742 abitanti a Maccio[6] e 533 a Civello[49]
- 1809: 1 446 abitanti nel comune di "Civello con Maccio e Luisago" (di cui 723 abitanti a Maccio[6])[49]
- 1853: 1 115 abitanti a Maccio[7] e 621 a Civello[50]

#### Demografia post-unitaria
Abitanti censiti

### Istituzioni, enti e associazioni
Tra le numerose associazioni che operano nel paese, si segnalano:
- Lega Italiana per la Lotta contro i Tumori
- Associazione Nazionale Alpini
- Associazione Nazionale Carabinieri
- Gruppo Sportivo
- Pro Loco
- Scuola di musica e danza società cooperativa sociale
- Amici di Giovanni
- Associazione Diversamente Genitori

## Infrastrutture e trasporti

### Ferrovie
Dal 1885 al 1966 era in funzione la Ferrovia Como-Varese delle Ferrovie Nord Milano, a scartamento ordinario e a Villa Guardia aveva la sua stazione ferroviaria. Nel 1948 la ferrovia venne elettrificata e nel 1966 venne soppressa definitivamente.

## Amministrazione
Comune di Villa Guardia (eretto con R.D. n. 973 del 15 aprile 1928).
| Periodo        | Periodo   | Primo cittadino     | Partito                  | Carica                                     | Note |
| -------------- | --------- | ------------------- | ------------------------ | ------------------------------------------ | ---- |
| 1928           | 1929      | Amerigo Cattaneo    |                          | Commissario prefettizio                    |      |
| 1929           | 1932      | Amerigo Cattaneo    |                          | Podestà                                    |      |
| 1932           | 1933      | Giulio Cattaneo     |                          | Commissario prefettizio                    |      |
| 1933           | 1935      | Amerigo Cattaneo    |                          | Podestà                                    |      |
| 1935           | 1936      | Achille Giussani    |                          | Commissario prefettizio                    |      |
| 1936           | 1937      | Amerigo Cattaneo    |                          | Podestà                                    |      |
| 1937           | 1938      | Achille Giussani    |                          | Commissario prefettizio                    |      |
| 1938           | 1940      | Giuseppe Malinverno |                          | Podestà                                    |      |
| 1940           | 1940      | Giacomo Giamminola  |                          | Commissario prefettizio                    |      |
| 1940           | 1943      | Giuseppe Malinverno |                          | Podestà                                    |      |
| 1943           | 1944      | Luigi Golinelli     |                          | Podestà                                    |      |
| 1944           | 1945      | Giulio Ara          |                          | Commissario prefettizio                    |      |
| 26 aprile 1945 | 1946      | Severino Gaffuri    |                          | Sindaco della Liberazione (26 aprile 1945) |      |
| 1946           | 1956      | Severino Gaffuri    |                          | Sindaco                                    |      |
| 1956           | 1976      | Piero Gini          |                          | Sindaco                                    |      |
| 1976           | 1980      | Ernesto Bianchi     | Indipendenti Democratici | Sindaco                                    |      |
| 1980           | 1986      | Mario Carnini       |                          | Sindaco                                    |      |
| 1986           | 1990      | Pierluigi Isella    |                          | Sindaco                                    |      |
| 1990           | 2004      | Nicola Spolidoro    |                          | Sindaco                                    |      |
| 2004           | 2014      | Alberto Colzani     |                          | Sindaco                                    |      |
| 2014           | 2024      | Valerio Perroni     |                          | Sindaco                                    |      |
| 2024           | in carica | Paolo Veronelli     | Lista civica             | Sindaco                                    |      |

## Sport

### Impianti sportivi
- Piscina (al coperto e all'aperto, sale per varie attività sportive)
- Palestra (basket, pallavolo, roccia)
- Campo di calcio
- Campi coperti da tennis e calcetto
- Campi da bocce coperti

### Annotazioni
1. ↑  Per il dialetto comasco, si utilizza l'ortografia ticinese, introdotta a partire dal 1969 dall'associazione culturale Famiglia Comasca nei vocabolari, nei documenti e nella produzione letteraria.

### Fonti
1. 1 2   Bilancio demografico mensile anno 2025 (dati provvisori), su demo.istat.it, ISTAT.
2. ↑   Classificazione sismica (XLS), su rischi.protezionecivile.gov.it.
3. ↑   Tabella dei gradi/giorno dei Comuni italiani raggruppati per Regione e Provincia (PDF), in Legge 26 agosto 1993, n. 412, allegato A, Agenzia nazionale per le nuove tecnologie, l'energia e lo sviluppo economico sostenibile, 1º marzo 2011,  p. 151. URL consultato il 25 aprile 2012 (archiviato dall'url originale il 1º gennaio 2017).
4. ↑   Comune di Brugo, sec. XVII - 1757 – Istituzioni storiche, su lombardiabeniculturali.it, Lombardia Beni Culturali. URL consultato il 23 maggio 2020.
5. 1 2 3 4 5   La Storia, su comune.villaguardia.co.it. URL consultato il 2 gennaio 2020.
6. 1 2 3 4   Comune di Maccio, 1798 - 1809 – Istituzioni storiche, su lombardiabeniculturali.it, Lombardia Beni Culturali. URL consultato il 23 maggio 2020.
7. 1 2   Comune di Maccio, 1816 - 1859 – Istituzioni storiche, su lombardiabeniculturali.it, Lombardia Beni Culturali. URL consultato il 23 maggio 2020.
8. ↑  Savoldelli, p. 5.
9. 1 2  Majocchi, p. 52.
10. ↑  Borghese, p. 458.
11. ↑   Villa Guardia (Como) D.P.R. 18.04.2006 concessione di stemma e gonfalone, su Governo italiano, Ufficio Onorificenze e Araldica, 2006. URL consultato il 23 ottobre 2020.
12. ↑   Villa Guardia, su Stemmi dei Comuni della Provincia di Como. URL consultato il 4 ottobre 2021.
13. ↑   Parrocchia di Santa Maria Assunta, sec. XVI - [1989] – Istituzioni storiche – Lombardia Beni Culturali, su lombardiabeniculturali.it. URL consultato il 23 maggio 2020.
14. ↑  Majocchi, p. 31.
15. ↑   Restaurata la chiesetta di Maccio È spuntata una corona, su laprovinciadicomo.it. URL consultato il 6 febbraio 2022.
16. ↑   SS. Trinità Misericordia – 11º anniversario – Santuari Diocesani, su santuari.diocesidicomo.it. URL consultato il 27 novembre 2021.
17. 1 2  Mascetti, p. 17.
18. ↑   Parrocchia dei Santi Cosma e Damiano, sec. XVI - [1989] – Istituzioni storiche – Lombardia Beni Culturali, su lombardiabeniculturali.it. URL consultato il 23 maggio 2020.
19. ↑  Zastrow, p. 146.
20. ↑   Oratorio di S. Gaudenzia, Via Macciasca, 1 - Villa Guardia (CO) – Architetture – Lombardia Beni Culturali, su lombardiabeniculturali.it. URL consultato il 6 febbraio 2022.
21. 1 2  Majocchi, p. 41.
22. 1 2   Codex, Pavia (IT) - http://www.codexcoop.it, Parrocchia di Santa Maria Assunta, sec. XVI - [1989]  – Istituzioni storiche  – Lombardia Beni Culturali, su lombardiabeniculturali.it. URL consultato il 6 febbraio 2022.
23. 1 2 3 4 5  Majocchi, p. 42.
24. 1 2   Domenica 25 agosto la festa di Santa Gaudenzia | Villa Guardia Viva, su VillaGuardiaViva, 23 agosto 2019. URL consultato il 3 giugno 2024.
25. 1 2 3 4  Majocchi, p. 46.
26. ↑  Majocchi, p. 29.
27. ↑  Majocchi, p. 34.
28. 1 2  Majocchi, pp. 31, 36.
29. ↑  Majocchi, p. 33.
30. 1 2  Majocchi, p. 36.
31. ↑  Majocchi, p. 35.
32. ↑  Majocchi, pp. 36-37.
33. ↑  Majocchi, p. 37.
34. ↑  Majocchi, p. 153.
35. 1 2 3 4  Majocchi, p. 49.
36. 1 2 3  Majocchi, p. 48.
37. 1 2 3  Majocchi, p. 50.
38. ↑  Majocchi, p. 54.
39. 1 2 3  TCI, Guida d'Italia [...], p. 281.
40. 1 2 3 4 5 6 7 8 9 10 11 12  Langè, p. 370.
41. 1 2 3 4 5  Belloni et al., p. 249.
42. 1 2 3  Majocchi, p. 22.
43. ↑  Mancini, p. 54
44. ↑   Villa Sebregondi - complesso, Via Macciasca, 1 - Villa Guardia (CO) – Architetture – Lombardia Beni Culturali, su lombardiabeniculturali.it. URL consultato il 2 gennaio 2020.
45. ↑   Villa Balestrini - complesso, Via Sant'Elia, 11 - Villa Guardia (CO) – Architetture – Lombardia Beni Culturali, su lombardiabeniculturali.it. URL consultato il 2 gennaio 2020.
46. ↑   Villa Natta - complesso, Via Silvio Pellico, 3 - Villa Guardia (CO) – Architetture – Lombardia Beni Culturali, su lombardiabeniculturali.it. URL consultato il 2 gennaio 2020.
47. ↑   Comune di Maccio, sec. XIV - 1757 – Istituzioni storiche – Lombardia Beni Culturali, su lombardiabeniculturali.it. URL consultato il 23 maggio 2020.
48. ↑   Comune di Civello, sec. XIV - 1757 – Istituzioni storiche – Lombardia Beni Culturali, su lombardiabeniculturali.it. URL consultato il 23 maggio 2020.
49. 1 2 3   Comune di Civello, 1798 - 1815 – Istituzioni storiche – Lombardia Beni Culturali, su lombardiabeniculturali.it. URL consultato il 23 maggio 2020.
50. ↑   Comune di Civello, 1816 - 1859 – Istituzioni storiche – Lombardia Beni Culturali, su lombardiabeniculturali.it. URL consultato il 23 maggio 2020.
51. ↑  Dati tratti da:
  -  Popolazione residente dei comuni. Censimenti dal 1861 al 1991 (PDF), su ebiblio.istat.it, ISTAT.
  -  Popolazione residente per territorio - serie storica, su esploradati.censimentopopolazione.istat.it.
Nota bene: il dato del 2021 si riferisce al dato del censimento permanente al 31 dicembre di quell'anno.
52. ↑  Comune di Villa Guardia Elenco dei sidaci Archiviato il 15 marzo 2017 in Internet Archive.